# Діллсборо (Північна Кароліна)
Діллсборо (англ. Dillsboro) — місто (англ. town) в США, в окрузі Джексон штату Північна Кароліна. Населення — 213 особи (2020).

## Географія
Діллсборо розташоване за координатами 35°22′14″ пн. ш. 83°15′9″ зх. д. / 35.37056° пн. ш. 83.25250° зх. д. (35.370592, -83.252609).  За даними Бюро перепису населення США в 2010 році місто мало площу 1,23 км², уся площа — суходіл.

## Демографія
Згідно з переписом 2010 року, у місті мешкали 232 особи в 118 домогосподарствах у складі 59 родин. Густота населення становила 188 осіб/км².  Було 140 помешкань (113/км²).
Расовий склад населення:
| - 97,0 % — білих - 0,4 % — корінних американців - 0,4 % — чорних або афроамериканців |

До двох чи більше рас належало 2,2 %. Частка іспаномовних становила 5,2 % від усіх жителів.
За віковим діапазоном населення розподілялося таким чином: 16,4 % — особи молодші 18 років, 62,0 % — особи у віці 18—64 років, 21,6 % — особи у віці 65 років та старші. Медіана віку мешканця становила 47,5 року. На 100 осіб жіночої статі у місті припадало 75,8 чоловіків;  на 100 жінок у віці від 18 років та старших — 71,7 чоловіків також старших 18 років.
Середній дохід на одне домашнє господарство  становив 53 891 долар США (медіана — 46 250), а середній дохід на одну сім'ю — 54 246 доларів (медіана — 48 750). Медіана доходів становила 41 667 доларів для чоловіків та 31 250 доларів для жінок. За межею бідності перебувало 15,6 % осіб, у тому числі 10,7 % дітей у віці до 18 років та 20,4 % осіб у віці 65 років та старших.
Цивільне працевлаштоване населення становило 188 осіб. Основні галузі зайнятості: освіта, охорона здоров'я та соціальна допомога — 27,1 %, роздрібна торгівля — 14,9 %, фінанси, страхування та нерухомість — 13,8 %, мистецтво, розваги та відпочинок — 13,3 %.